# Emperador Wanli
El Emperador Wanli en chino tradicional, 萬曆帝; pinyin, Wànlì Dì; (4 de septiembre de 1563 – 18 de agosto de 1620), nombre personal Zhu Yijun (en chino tradicional, 朱翊鈞; pinyin, Zhū Yìjūn), fue el XIV Emperador de la dinastía Ming, reinó desde 1572 hasta 1620. «Wanli», el nombre de la era de su reinado, significa literalmente «diez mil calendarios». Fue el tercer hijo del Emperador Longqing. Su reinado de 48 años (1572-1620) fue el más largo entre todos los emperadores de la dinastía Ming. Fue testigo de varios éxitos en su reinado, seguido del declive de la dinastía cuando el emperador se retiró de su papel activo en el gobierno alrededor de 1600.

## Reinado temprano (1572-1582)
Zhu Yijun ascendió al trono a la edad de diez años y adoptó el nombre de reinado «Wanli», por lo que históricamente se le conoce como el Emperador Wanli. Durante los primeros diez años de su reinado, fue ayudado por el Gran Secretario Principal (shǒufǔ) Zhang Juzheng, quien gobernó el país como regente de Yijun. Durante este período, el emperador Wanli respetó profundamente a Zhang como un valioso mentor y ministro. Las competiciones de tiro con arco, la equitación y la caligrafía fueron algunos de los pasatiempos de Wanli.
Cuando Zhang Juzheng fue nombrado ministro de la dinastía Ming en 1572, lanzó una reforma con el nombre de «acatamiento de las reglas de los antepasados». Comenzó por rectificar la administración con una serie de medidas, como reducir el personal redundante y mejorar la evaluación del desempeño de los funcionarios. Esto mejoró la calidad y la eficiencia de la administración de los funcionarios y, con base en estos hechos, lanzó reformas relevantes en los campos de la tierra, las finanzas y los asuntos militares. En esencia, la reforma de Zhang Juzheng fue una rectificación de las enfermedades sociales sin ofender a las políticas establecidas y al sistema fiscal de la dinastía Ming. Aunque no erradicó la corrupción política y la anexión de tierras, alivió positivamente las contradicciones sociales. Además, Zhang protegió eficientemente a la dinastía de Japón, yurchenes y mongoles para poder ahorrar gastos de defensa nacional. En la década de 1580, Zhang almacenó una cantidad inmensurable de plata, equivalente a solo 10 años de los ingresos fiscales totales de Ming. Los años del régimen de Wanli llevaron a un renacimiento económico, cultural y militar, una era conocida en China como el renacimiento de Wanli (萬曆 中興).
Durante los primeros diez años de la era Wanli, la economía y el poder militar de la dinastía Ming prosperaron de una manera que no se había visto desde el Emperador Yongle y el Gobierno de Ren y Xuan, de 1402 a 1435. Después de la muerte de Zhang, el Emperador Wanli se sintió libre para actuar de forma independiente y revirtió muchas de las mejoras administrativas de Zhang. En 1584, el emperador Wanli emitió un edicto confiscando toda la riqueza personal de Zhang y purgando a los miembros de su familia. Especialmente después de 1586, cuando tuvo conflictos con vasallos sobre su heredero, Wanli decidió no celebrar el consejo durante 20 años. El declive de la dinastía Ming comenzó en el ínterin.

## Reinado medio (1582-1600)

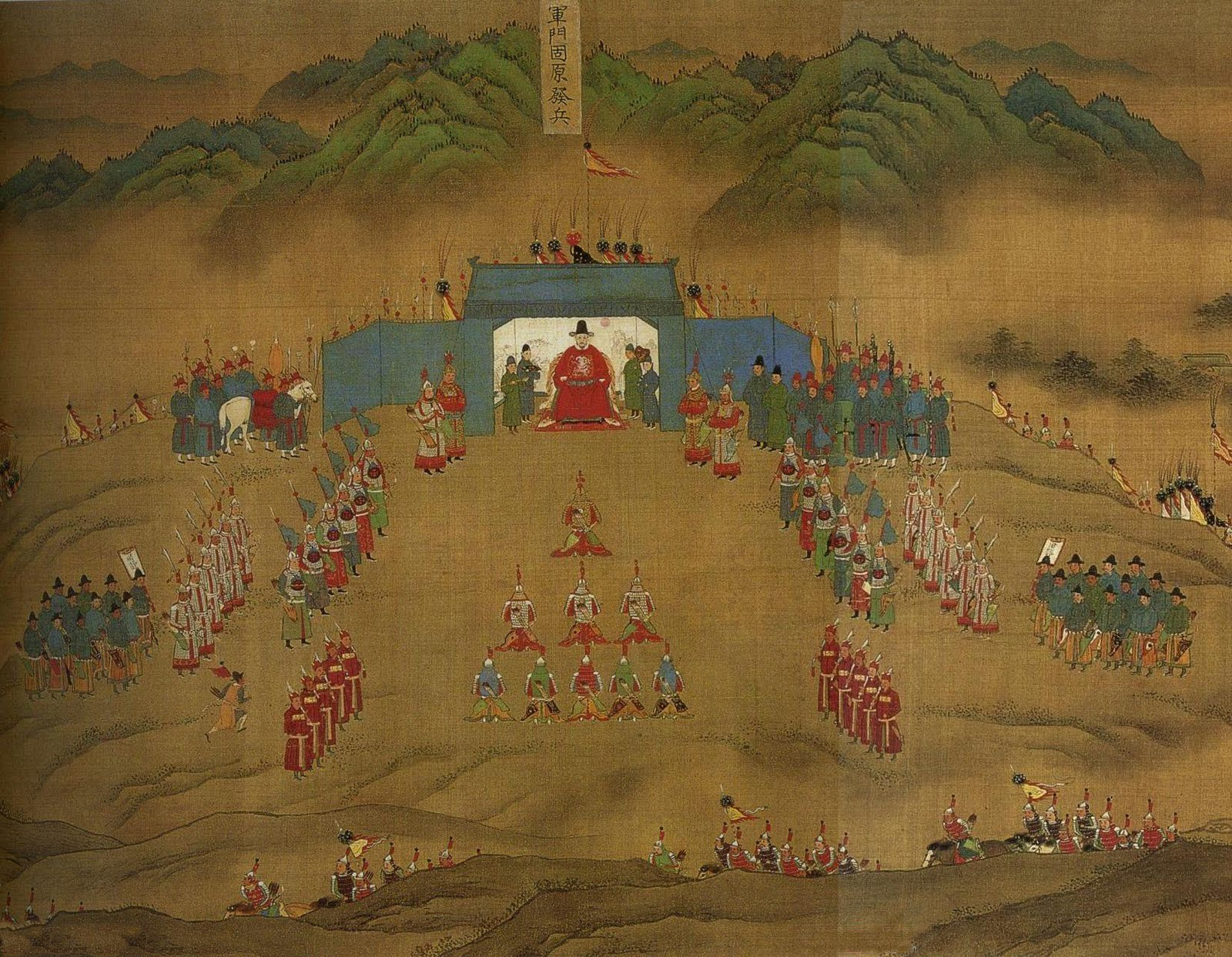
Una pintura de una unidad del Ejército Ming en la era Wanli.

Después de la muerte de Zhang Juzheng, el emperador Wanli decidió tomar el control personal completo del gobierno. Durante esta primera parte de su reinado, demostró ser un emperador competente y diligente. En general, la economía siguió prosperando y el imperio siguió siendo poderoso. A diferencia de los últimos 20 años de su reinado, el Emperador Wanli en este momento asistía a todas las reuniones de la mañana y discutía asuntos de estado.
Los primeros 18 años de la era Wanli estarían dominados por tres guerras que enfrentó con éxito:
- Motín de Ningxia: en las regiones fronterizas del norte, un general Ming (Liu Dongyang) se rebeló y se alió con los mongoles, liderados por el Príncipe Pubei, para atacar el Imperio Ming.[3] En este momento, el Emperador Wanli envió a Ma Gui y Li Rusong para manejar la situación, lo que resultó en un éxito general.[4] El conflicto duró entre 1592 y 1593 e impidió que los Ming pudieran socorrer de manera inmediata a su aliado coreano de la invasión japonesa.[5]
- Invasiones japonesas: Toyotomi Hideyoshi de Japón envió 200.000 soldados en su primera expedición para invadir Corea. El Emperador Wanli hizo tres movimientos estratégicos. Primero, envió lo que fue conocido como Fuerza Expedicionaria China dirigidas por el general Tai Zhaobian, que sumaban unas fuerzas de 1.000 soldados, aunque solo ejercían funciones de logística.[6] Viendo la gravedad del conflicto, decidió enviar un ejército de 5.000 hombres dirigidos por el general Zhao Chengxun para apoyar a los coreanos.[7] En segundo lugar, si los coreanos entraban en territorio Ming, les daba refugio. En tercer lugar, dio instrucciones al área de Liaodong para que se preparara para una posible invasión. Las dos primeras batallas libradas con los japoneses fueron derrotas debido a que las tropas de Ming, al mando del general Li Rusong fueron superadas en número contra el ejército japonés. El emperador, en 1593, envió un ejército más grande de 43.000 hombres, el cual tuvo más éxito.[8] Estas victorias dieron como resultado que en las negociaciones que los Ming tuvieran una mejor posición en 1594. Dos años después, en 1596, Japón volvió a invadir la península. Antes de ataque, los chinos contaban con una fuerza de 100.000 hombres lideradas por Li Rusong y Ma Gui, así como una fuerza naval de 500 naves comandadas por el almirante Chen Lin.[9][10] Los éxitos iniciales fueron repelidos por las fuerzas chinas, cosa que les llevó a iniciar una contraofensiva que volvió a estancar el conflicto. Sin embargo, en ese mismo año Toyotomi murió y el liderazgo japonés restante perdió la voluntad de luchar. Combinado con las victorias navales del almirante coreano Yi Sun-sin y el almirante chino Chen Lin y el estancamiento de las fuerzas japonesas en el continente coreano, el desmoralizado ejército japonés se retiró, con lo que siguieron las negociaciones de paz.
- Rebelión de Yang Yinglong: Al principio, el emperador Wanli estaba en guerra con Japón y envió solo 3.000 soldados bajo el mando de Yang Guozhu para luchar contra la rebelión. Sin embargo, este ejército fue aniquilado y Yang fue asesinado. Después de que terminó la guerra con Japón, el emperador Wanli dirigió su atención a Yang Yinglong y envió a Guo Zhizhang y Li Huolong a liderar la ofensiva. Al final, Li Huolong derrotó al ejército de Yang y lo trajo de regreso a la capital.

Una vez concluida la última de estas tres guerras, el emperador Wanli se retiró de la participación activa en las reuniones matutinas, una práctica que continuó durante el resto de su reinado.
La rebelión de Bozhou por la jefatura de Bozhou estaba ocurriendo en el suroeste de China al mismo tiempo que la guerra de Imjin.

## Reinado tardío (1600-1620)

Wanli, emperador de China.

Durante los últimos años del reinado del emperador Wanli, se alejó por completo de su papel imperial y, de hecho, se declaró en huelga. Se negó a asistir a las reuniones matutinas, a ver a sus ministros o actuar según los memorandos. También se negó a hacer los nombramientos de personal necesarios y, como resultado, todo el escalón superior de la administración Ming se quedó sin personal. Sin embargo, prestó mucha atención a la construcción de su propia tumba, una estructura magnífica que tardó décadas en completarse.

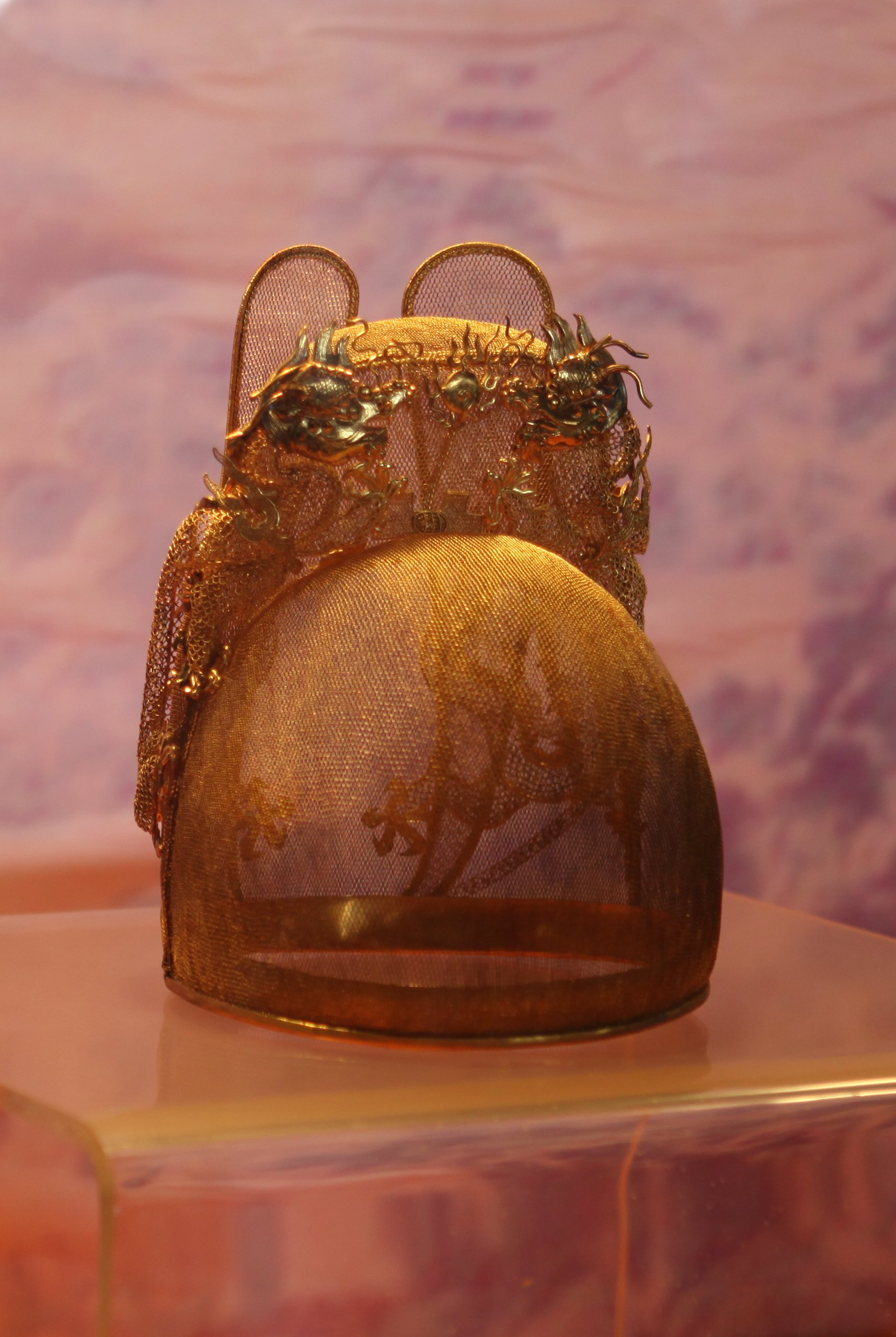
Réplica de la corona del emperador.

Hay varias razones por las que el emperador Wanli descuidó deliberadamente sus deberes como emperador. Una fue que se desencantó con los ataques moralistas y los contraataques de los funcionarios, arraigados en una ortodoxia confuciana abstracta. Sin embargo, una razón más importante fue una disputa sobre la sucesión imperial. La consorte favorita del emperador era la consorte Zheng, y durante las décadas de 1580 y 1590, el emperador deseaba mucho que el hijo que tuvo con ella (Zhu Changxun) fuese el príncipe heredero, a pesar de que solo era el tercer hijo del emperador y no era el favorito para la sucesión. Muchos de sus poderosos ministros se opusieron, y esto provocó un enfrentamiento entre soberanos y ministros que duró más de 15 años. En octubre de 1601, el emperador Wanli finalmente cedió y promovió a Zhu Changluo, el futuro emperador Taichang, como príncipe heredero. Aunque los ministros parecen haber triunfado, el emperador Wanli adoptó una política de resistencia pasiva, negándose a desempeñar su papel para permitir que el gobierno funcione adecuadamente, lo que provocó graves problemas tanto dentro de la propia China como en las fronteras. Además, el emperador continuó expresando su objeción a la elección de Zhu Changluo como heredero natural, incluso retrasando el entierro de la princesa Guo (esposa de Changluo) por dos años, antes de permitirle ser enterrada apropiadamente.
En este momento comenzó el crecimiento de lo que se convertiría en la amenaza manchú. El área conocida como Manchuria en el noreste de China, fue conquistada gradualmente por los Yurchen, comandados por su cacique Nurhaci. Nurhaci continuaría creando la dinastía Jin (la precursora de la dinastía Qing), que ahora se convertiría en una amenaza inmediata para la dinastía Ming. Para entonces, después de 20 años de disfunción imperial, el ejército Ming estaba en fuerte declive. Si bien los Yurchenes eran menos numerosos, eran más feroces y mejores luchadores. Por ejemplo, en la Batalla de Nun Er Chu en 1619, el gobierno Ming envió un ejército de 200 000 contra el ejército de Jin de 60 000, con Nurhaci controlando seis estandartes y 45 000 tropas como ataque central, mientras que Daišan y Hung Taiji controlaban cada uno a 7500 tropas y un estandarte, atacaron desde los lados. Después de cinco días de batalla, el ejército Ming sufrió bajas de más de 100 000, con el 70% de su suministro de alimentos robado.
Los Oirates transmitieron algunas descripciones confusas e incorrectas de China a los rusos en 1614, el nombre "Taibykankan" fue utilizado para referirse al emperador Wanli, usado por los Oirates.

### Asalto al palacio
En 1615, la corte imperial Ming fue golpeada por otro escándalo. Un hombre llamado Zhang Chai (張 差), armado solo con un bastón de madera, logró ahuyentar a los eunucos que custodiaban las puertas e irrumpió en el Palacio de Ciqing (慈 慶 宮), entonces la vivienda del Príncipe Heredero. Zhang Chai finalmente fue sometido y encarcelado. La investigación inicial lo encontró un lunático, pero luego de una investigación adicional por parte de un magistrado llamado Wang Zhicai (王 之 寀), Zhang Chai confesó ser parte de un complot instigado por dos eunucos que trabajaban para la Noble Consorte Zheng. Según la confesión de Zhang Chai, los dos le habían prometido recompensas por agredir al Príncipe Heredero, implicando así a la concubina favorita del Emperador en un plan de asesinato. Preocupado con la evidencia incriminatoria y la gravedad de las acusaciones, el Emperador Wanli, en un intento por salvar a la Noble Consorte Zheng, presidió personalmente el caso. Echó toda la culpa a los dos eunucos implicados que fueron ejecutados junto con el posible asesino. Aunque el caso fue rápidamente silenciado, no sofocó los rumores y finalmente se conoció como el "Caso del Asalto del Bastón de Madera" (梃 擊 案), uno de los tres notorios 'misterios' de finales de la dinastía Ming.

## Legado y muerte

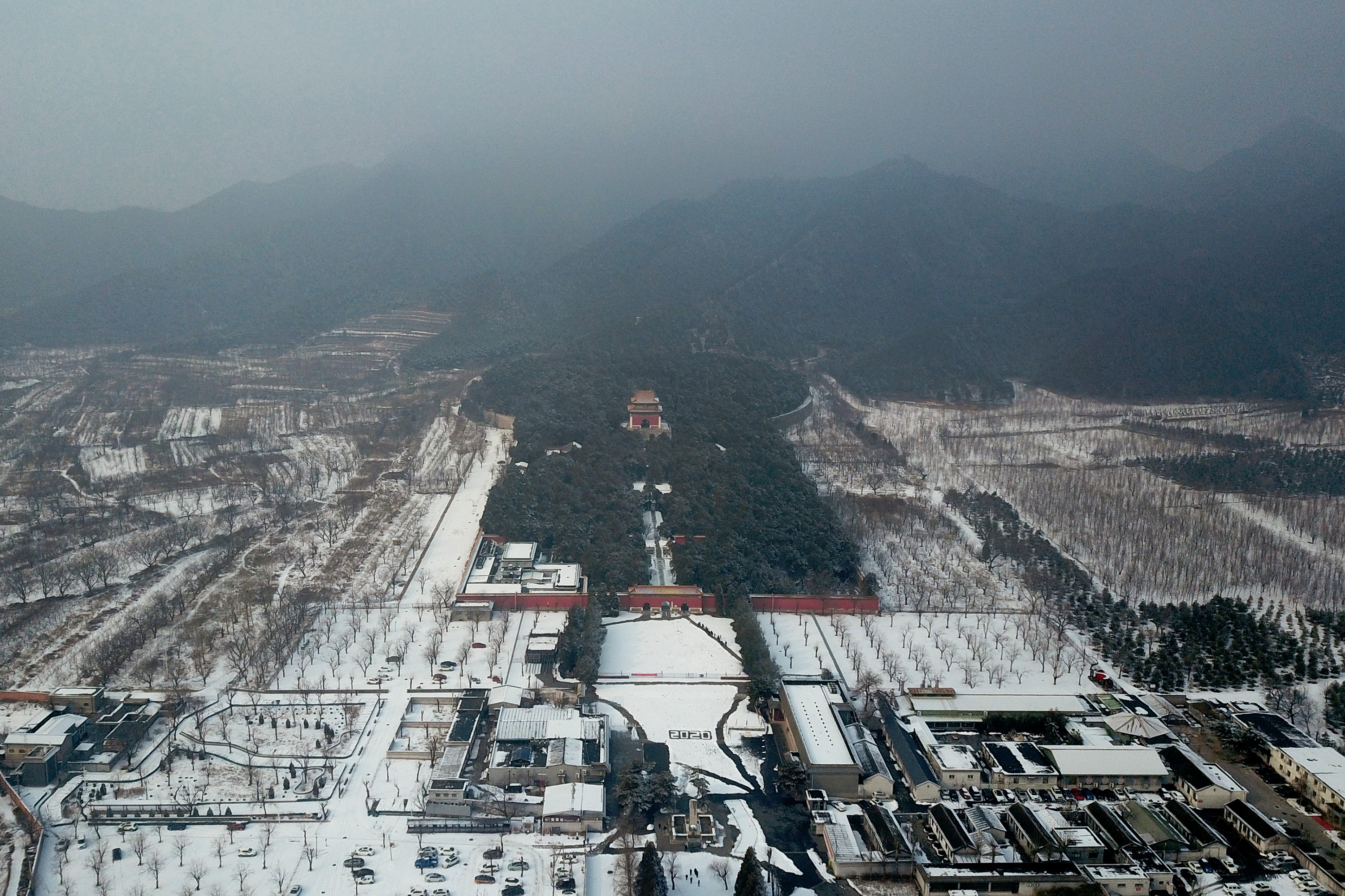
El Dingling (明 定陵 (Míng Dìng Líng)) donde fue enterrado el emperador Wanli, junto con sus dos emperatrices Wang Xijie y la emperatriz viuda Xiaojing.

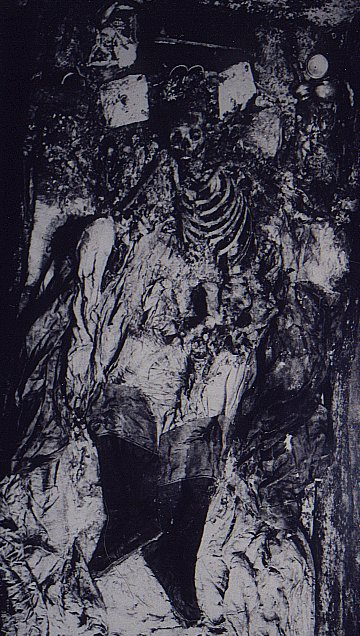
Los restos del emperador Wanli en las tumbas Ming. Los guardias rojos arrastraron los restos del emperador y de sus emperatrices al frente de la tumba, donde fueron "denunciados" póstumamente y quemados.

Su reinado también experimentó fuertes presiones fiscales y militares, especialmente durante los últimos años de la era Wanli, cuando los manchúes comenzaron a realizar incursiones en la frontera norte del Imperio Ming. Sus depredaciones crecientes en última instancia conducirían a la caída de la dinastía en 1644. La caída de la dinastía Ming no fue el resultado de las actuaciones del último emperador, Chongzhen, sino debido a las consecuencias persistentes de la negligencia grave del emperador Wanli con sus deberes como Emperador.
El Emperador Wanli murió en 1620 y fue enterrado en el Mausoleo Dingling entre las tumbas Ming en las afueras de Pekín. Su tumba es una de las más grandes de los alrededores y una de las dos únicas que están abiertas al público. La tumba fue excavada en 1956 y sigue siendo la única tumba imperial que se ha excavado desde la fundación de la República Popular China en 1949. En 1966, durante la Revolución Cultural, los Guardias Rojos irrumpieron en el Mausoleo de Dingling y arrastraron los restos del emperador Wanli y sus dos emperatrices al frente de la tumba, donde fueron denunciados póstumamente y quemados después de que se tomaron fotografías de sus cráneos. También se destruyeron miles de otros artefactos.
Muchos libros antiguos de historia china sobre la dinastía Ming comúnmente afirman que el régimen de Wanli causó la rápida caída de la dinastía. Sin embargo, hay diferentes opiniones sobre porqué Wanli fue negligente durante mucho tiempo. Algunos historiadores afirman que sufrió una depresión severa después de la muerte de Zhang en 1582, que era un consumidor habitual de opio y que padecía una rara enfermedad en la espalda y las piernas, por lo que no podía caminar sin ayuda. Cuando su tumba fue excavada en 1958, sus restos fueron inspeccionados y los historiadores descubrieron que la parte superior del cuerpo de Wanli estaba notablemente doblada. Veinte años después de su muerte, la dinastía Ming fue conquistada por los manchúes (dinastía Qing).
Irónicamente, Wanli es considerado como uno de los peores emperadores en la historia de China pero se le tiene en alta estima en Corea porque Wanli había exigido enérgicamente la protección de Joseon de la invasión de Japón en 1592. Wanli envió aproximadamente 43 000 soldados con 100 000 bolsas de arroz para la gente de Joseon. Durante la invasión de Japón de 1592 a 1598, el emperador envió a más de 100 000 soldados y gastó enormes cantidades de dinero en la guerra, más de 5 años de ingresos fiscales. Muchos historiadores asumen que esta guerra destruyó completamente la economía Ming y provocó la rápida caída de la dinastía.

## Familia
- Padres:

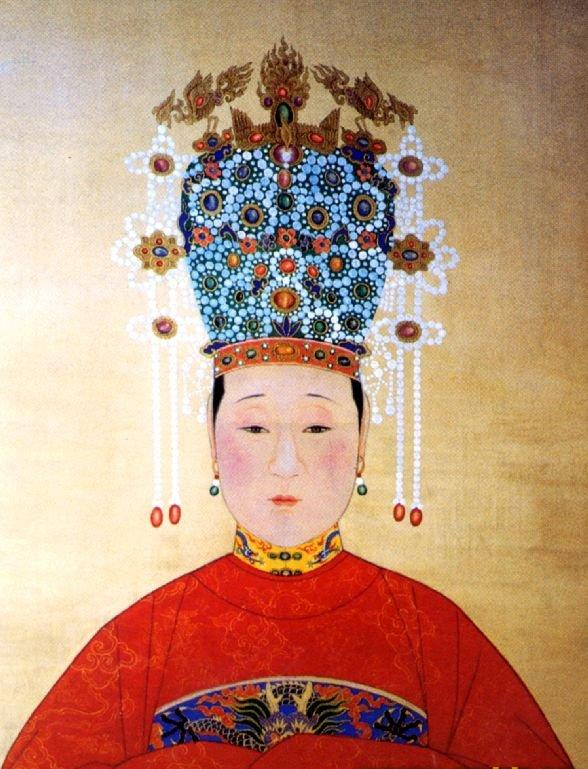
Emperatriz Viuda Xiaojing, recibió el título de Noble Consorte Imperial Wensu mientras estuvo casada con el Emperador Wenli.

  - Zhu Zaihou, el emperador Longqing (穆宗 朱 載 垕 ; 4 de marzo de 1537-5 de julio de 1572)
  - Emperatriz Viuda Xiaoding, del clan Li (孝 定 皇太后 李氏; 19 de noviembre de 1546-9 de febrero de 1614)
- Consortes y descendencia:
  - Emperatriz Xiaoduanxian, del clan Wang (孝端 顯 皇后 王氏; 7 de noviembre de 1564 - 7 de mayo de 1620), nombre personal Xijie (喜 姐)
    - Princesa Rongchang (榮昌公 主; 1582-1647), nombre personal Xuanying (軒 媖), primera hija
      - Se casó con Yang Chunyuan (楊春 元; 1582-1616) en 1597 y tuvo descendencia (cinco hijos)

  - Emperatriz Viuda Xiaojing, del clan Wang (孝 靖 皇太后 王氏; 27 de febrero de 1565-18 de octubre de 1611)
    - Zhu Changluo, el emperador Taichang (光宗 朱 常 洛; 28 de agosto de 1582-26 de septiembre de 1620), primer hijo
    - Princesa Yunmeng (雲夢 公主; 1584-1587), nombre personal Xuanyuan (軒 嫄), cuarta hija

  - Gran Emperatriz Viuda Xiaoning, del clan Zheng (孝 寧太皇 太后 鄭氏; 1565-1630)
    - Princesa Yunhe (雲 和 公主; 1584-1590), nombre personal Xuanshu (軒 姝), segunda hija
    - Zhu Changxu, príncipe Bin'ai (邠 哀王 朱 常 溆; 19 de enero de 1585), segundo hijo
    - Zhu Padres:Changxun, Gongzong (恭 宗 朱 常 洵; 22 de febrero de 1586-2 de marzo de 1641), tercer hijo
    - Zhu Changzhi, príncipe Yuanhuai (沅 懷王 朱 常 治; 10 de octubre de 1587-5 de septiembre de 1588), cuarto hijo
    - Princesa Lingqiu (靈丘 公主; 1588-1589), nombre personal Xuanyao (軒 姚), sexta hija
    - Princesa Shouning (壽寧 公主; 1592-1634), nombre personal Xuanwei (軒 媁), séptima hija
      - Se casó con Ran Xingrang (冉 興 讓; m. 1644) en 1609 y tuvo descendencia (un hijo)

  - Gran emperatriz viuda Xiaojing, del clan Li (孝敬 太 皇太后 李氏; m. 1597)
    - Zhu Changrun, príncipe Hui (惠王 朱常潤; 7 de diciembre de 1594-29 de junio de 1646), sexto hijo
    - Zhu Changying, Lizong (禮 宗 朱常瀛; 25 de abril de 1597-21 de diciembre de 1645), séptimo hijo

  - Consorte Xuanyizhao, del clan Li (宣 懿 昭 妃; 1557–1642)
  - Consorte Ronghuiyi, del clan Yang (榮惠宜 妃 楊氏; m. 1581)
  - Consorte Wenjingshun, del clan Chang (溫靜順 妃 常 氏; 1568-1594)
  - Consorte Duanjingrong, del clan Wang (端 靖 榮 妃 王氏; m. 1591)
    - Princess Jingle (靜 樂 公主; 8 de julio de 1584-12 de noviembre de 1585), nombre personal Xuangui (軒 媯), tercera hija

  - Consorte Zhuangjingde, del clan Xu (莊靖德 妃 許 氏; m. 1602)
  - Consorte Duan, del clan Zhou (端 妃 周氏)
    - Zhu Changhao, príncipe Rui (瑞 王 朱常浩; 27 de septiembre de 1591-24 de julio de 1644), quinto hijo

  - Consorte Qinghuishun, del clan Li (清 惠 順 妃 李氏; m. 1623)
    - Zhu Changpu, príncipe Yongsi (永 思 王 朱常溥; 1604–1606), octavo hijo
    - Princesa Tiantai (天台 公主; 1605-1606), nombre personal Xuanmei (軒 媺), décima hija

  - Concubina De, del clan Li (德 嬪 李氏; 1567-1628)
    - Princesa Xianju (仙居 公主; 1584-1585), nombre personal Xuanji (軒 姞), quinta hija
    - Princesa Taishun (泰順 公主; m. 1593), nombre personal Xuanji (軒 姬), octava hija
    - Princesa Xiangshan (香山 公主; 1598-1599), nombre personal Xuandeng (軒 嬁), novena hija